# Siloam Springs
Siloam Springs é uma cidade localizada no estado americano de Arkansas, no Condado de Benton.

## Demografia
Segundo o censo americano de 2000, a sua população era de 10.843 habitantes.
Em 2006, foi estimada uma população de 14.141, um aumento de 3298 (30.4%).

## Geografia
De acordo com o United States Census Bureau, a localidade tem uma área de 27,3 km², sem área coberta por água. Siloam Springs localiza-se a aproximadamente 350 m acima do nível do mar.

## Localidades na vizinhança
O diagrama seguinte representa as localidades num raio de 16 km ao redor de Siloam Springs.